# Lampada ad arco
Lampada ad arco ("lámpara de arco"; en Inglés Street Light) es una pintura del pintor futurista italiano Giacomo Balla, fechada en 1909, representando una lámpara de calle eléctrica que echa un resplandor que eclipsa la luna creciente. La pintura fue inspirada por las luces de la calle en la Piazza Termini en Roma.

## Historia
Los postes de lámparas de alumbrado callejero eran un tema del trabajo de Balla ya en 1900-1901. La iconografía de una farola estilizada apareció en un cartel comercial en 1910, aunque no se sabe si este trabajo influyó en Balla o viceversa.
Aunque fechado 1909, Lampada ad arco fue pintada muy probablemente en la última mitad de 1911, después del rechazo de Balla de una exposición de arte en Milán. Su compañero Futurista Umberto Boccioni animó a Balla a continuar sus esfuerzos en el Futurismo, con la mirada puesta en la exposición Futurista de 1912 en la Galería Bernheim-Jeune de París. Aunque el trabajo se menciona en el catálogo para esa exposición, no se exhibió allí. La pintura recién fue exhibida en 1928.
La adquisición de la pintura por el Museum of Modern Art en Nueva York fue anunciada públicamente el 17 de octubre de 1954. La pintura se cataloga como número de objeto 7.1954. A partir de 2013, no estaba en exhibición permanente. El museo también alberga un estudio de lápiz y tinta que Balla hizo para la pintura.

## Contexto
Pintado alrededor del tiempo de la organización de los artistas futuristas, el trabajo puede ser visto como una respuesta al manifiesto de 1909 de Filippo Tommaso Marinetti, Uccidiamo il Chiaro di Luna! ("¡Matemos la luz de la luna!"), en la que escribe Marinetti, "trecento lune elettriche cancellarono coi loro raggi di gesso abbagliante l'antica regina verde degli amori." ("Trescientas lunas eléctricas borran con sus deslumbrante rayos de yeso la vieja reina verde de amor.") La pintura de Balla es un estudio analítico de los patrones y colores de un haz de luz, que tipifica su exploración de la luz, la atmósfera y el movimiento como miembro del movimiento del divisionismo italiano, en el que se inspiró en el neoimpresionismo de Georges Seurat y Paul Signac. Décadas más tarde Balla expresó sobre su pintura "demostró cómo la luz romántica de la luna había sido superada por la luz de la farola eléctrica moderna. Este fue el fin del romanticismo en el arte. De mi imagen vino la frase (amada por los futuristas): Vamos a matar la luz de la luna.")

## Respuesta de la crítica
El trabajo se describe en la Encyclopædia Britannica como una "representación dinámica de la luz", transmitiendo velocidad y urgencia consistente con el enfoque de futurismo en la energía de la vida en el mundo moderno. Se dice que refleja la fascinación de Balla con la luz artificial, y encapsula la convicción de Balla y de los futuristas sobre la capacidad de los esfuerzos humanos por superar la naturaleza. Chevrónes de color irradian de la lámpara como las ondas que se estrellan en una playa, abrumando la luz echada por la luna. El crítico de arte Donald Kuspit describe la pintura como un estudio "cripto-científico" de la sensación emocionalmente neutra de luz y color.
En El fin de la oscuridad, el autor Paul Bogard contrasta la pintura con la pintura de Van Gogh de 1889 La noche estrellada, también en el MoMA; Mientras que el último representa un cielo de la noche profundo y dinámico, el cielo en la Lampada ad arco de Balla es sumergido en el fondo por su luz artificial celebrada.